# Церква Святого Архистратига Михаїла (Любомль)
Церква Святого Архистратига Михаїла — чинна церква ПЦУ у місті Любомлі на Волині.

## З історії церкви
Михайлівська церква міста Любомля вперше згадується у виявлених документах у 1510 році. За переказами любомльських старожилів, цей храм знаходився на підвищенні у північно-західній частині міста в межах оборонного валу. В низині за валом розміщувалося православне кладовище при церкві, а на валу неподалік від храму стояла в'їзна брама на Римацькій вулиці.
Церква була дерев'яною, скоріше всього трьохдільною, з одними дверима і дзвіницею над бабинцем, у якій було три дзвони. Також був маленький дзвін в куполі, тобто сигнатурка.
Сама церква забезпечена була скромно. Наявність двох антепедів і трьох вівтарних хрестів засвідчує, що в ній було три вівтарі. Не згадується жодна з ікон, відомо, що деякі з них були оздоблені срібними ризами.
Після Третього поділу Польщі в 1795 році, коли Любомльщина відійшла до Росії, сліди Михайлівської церкви губляться і в відомостях про церкви Любомльського благочиння за 1796 рік вона вже ніде не згадується.  Можна припустити, що в середині 1790-тих років вона була розібрана і на тому місці граф Францішек Ксаверій Браницький в кінці 18 століття побудував торгові ряди, які прикрасили площу Ринок.
І ось в наші часи православна громада УПЦ КП вирішила відновити колишній храм. Церкву побудували на іншому місці, у сквері навпроти "Укртелекому". 24 листопада 2006 року  новозбудований храм Святого Архистратига Михаїла освятив Єпископ Луцький і Волинський Михаїл.

## Список священиків

### Священики старого храму
Список священиків, які спостерігали Михайлівську церкву:
- Священик Георгіївської церкви Григорій Карачевський. Згадується при Михайлівській церкві в 1620-1631 роках.
- Священик Георгіївської церкви Матвій Коцуринський. Згадується при Михайлівській церкві в 1759 році.
- Священик церкви Різдва Пресвятої Богородиці о. Іван Подкович. Згадується при Михайлівській церкві в 1779 році.
- Священик церкви Різдва Пресвятої Богородиці о. Олександр Зданович. Згадується при Михайлівській церкві в 1793 році.

### Священики нового храму
- Протоієрей Віктор Возняк, любомльський і шацький декан.